# NGC 278
NGC 278は、カシオペア座の方角、南のアンドロメダ座との境界付近にある孤立した渦巻銀河である。銀河系から約3900万光年離れ、見た目の1秒角当たりの大きさは、190光年となる。1786年12月11日にドイツ生まれの天文学者ウィリアム・ハーシェルによって発見され、ジョン・ドライヤーは、「かなり明るく、かなり大きく、丸く、付近には2つの10等星がある」と記述している。
銀河の形態分類ではSAB(rs)bに分類され、"SAB"は銀河核周辺に弱い棒状構造を持つこと、"rs"は棒状構造の周囲のリング構造が不完全であること、"b"は中程度に急に巻きついた渦状腕を持つことを意味する。比較的小さくまとまった渦巻銀河で、直径は2300光年、複数の羊毛状の腕を持ち、塵の豊富な銀河核は明るいが活動銀河核には見えない。しかし、中性水素は、銀河の可視光の直径の5倍に広がっている。
地球からはほぼフェイスオンのように見えるが、銀河面は地球からの視線方向に対して28°傾いており、円盤の長軸は116°の位置角に向いている。銀河円盤の外側部分は歪んでいるように見え、そのため長軸が短軸に対して完全に垂直になっておらず、いくらか歪んだ形態である。内側の円盤は、いくつかの強い星形成領域を含む。星形成は半径6500光年の内側のリングの中で起こっており、小さな伴銀河との融合がきっかけとなっている可能性がある。NGC 278の銀河中心核は、電離水素輝線が強いHII銀河中心核とされる。